# Neem nou deze vijf vrouwen
Neem nou deze vijf vrouwen is een hoorspel van Wolfgang Körner. Zum Beispiel diese fünf Frauen. Ein Versuch für den Hörfunk werd op 8 juni 1972 door de Südwestfunk uitgezonden. Tuuk Buytenhuys vertaalde het en de VARA zond het uit op woensdag 3 november 1976, van 16:03 uur tot 16:50 uur. De regisseur was Ad Löbler.

## Rolbezetting
- Nettie Blanken
- Willy Brill
- Elly den Haring
- Eva Janssen
- Trudy Libosan
- Corry van der Linden
- Maria Lindes
- Paula Majoor
- Gerrie Mantel
- Donald de Marcas
- Tine Medema
- Cees van Ooyen
- Irene Poorter
- Willy Ruys
- Fé Sciarone
- Robert Sobels
- Frans Vasen
- Jan Verkoren
- Elisabeth Versluys
- Jan Wegter
- Olaf Wijnants
- Bep Westerduin

## Inhoud
Het hoorspel verbindt vijf monologen (die op authentieke lotgevallen en met behulp van bandopnamen gemaakte notulen zijn gebaseerd) met fragmenten uit het sociale milieu van de vrouw. Wat elk van de monologiserende vrouwen voor haar persoonlijk, privaat en onverwisselbaar lot houdt, blijkt het resultaat te zijn van zeer verschillende invloeden, als reactie op conventie, openbare mening en sociale moraal; de vrouw, een in elke fase van haar bestaan in grote mate extern bestuurd wezen…